# Fagraea longiflora
Fagraea longiflora är en gentianaväxtart som beskrevs av Elmer Drew Merrill. Fagraea longiflora ingår i släktet Fagraea och familjen gentianaväxter. Inga underarter finns listade i Catalogue of Life.